# Costa Serina
Costa Serina [ˈkɔsta seˈriːna] (Còsta [ˈkɔsta] o Còsta Serina [ˈkɔsta sɛˈɾina] in dialetto bergamasco) è un comune italiano di 906 abitanti della provincia di Bergamo in Lombardia. È situato in val Serina, trasversale della val Brembana. Il comune fa parte della Comunità montana della Valle Brembana.
Il comune è composto, oltre al capoluogo, da tre frazioni: Ascensione, Ambriola e Trafficanti. Sul territorio sono inoltre presenti molte contrade, tra le quali Gazzo, Tagliata, Nespello, Fondrea e Rüstech.

## Storia
Le origini del paese sembrano risalire al I secolo a.C. ai tempi della dominazione romana, quando tutta la valle Serina fu riunita sotto il municipio di Bergamo.
I primi documenti scritti che attestano l'esistenza del paese risalgono tuttavia all'anno 1186, quando si fa menzione di una concessione elargita dal vescovo di Bergamo ad alcuni abitanti della zona, mediante il prete del borgo.
In epoca medievale il paese assunse un ruolo di notevole importanza nell'ambito dell'intera val Serina. In quel periodo il comune aveva la denominazione di Costa di Sambusita e fu uno dei primi della zona ad autoregolamentarsi mediante un proprio statuto comunale: nel proprio territorio comprendeva anche le località di Sambusita e di Rigosa, poi invece riunite nel comune di Algua, e tutti i piccoli nuclei abitativi posti alla sinistra del torrente Serina.
Soltanto nel corso del XV secolo il paese cambiò denominazione, assumendo il toponimo Costa Serina.
In quel tempo questi posti ricoprivano un ruolo importantissimo nella comunicazione delle merci tra le valli Seriana e Brembana, grazie alla presenza di una via transitabile dai commercianti, chiamata via Mercatorum.
Questa attività viene ricordata dal toponimo di una delle frazioni: Trafficanti sta difatti a ricordare l'importante attività dei commerci (dei traffici) che questo territorio ha vissuto.
In tempi più recenti, precisamente durante il ventennio fascista, il comune venne accorpato ai vicini Bracca e Rigosa, assumendo la denominazione di Bracca di Costa Serina.
Soltanto nel 1961 i paesi determinarono una nuova e definitiva scissione, prendendo quelle che sono le denominazioni e conformazioni territoriali.
Il paese, dopo anni di continuo spopolamento, sta vivendo una nuova fase di splendore, grazie all'impulso dato dal turismo, sia estivo che invernale.

### Simboli
Lo stemma e il gonfalone sono stati concessi con decreto del presidente della Repubblica del 23 dicembre 1971.
Il gonfalone è un drappo troncato di verde e di azzurro.

## Monumenti e luoghi d'interesse

### Chiesa di San Lorenzo
La chiesa parrocchiale di San Lorenzo del capoluogo, intitolata ai santi Lorenzo e Ambrogio edificata nel corso del XVIII secolo in luogo di un precedente edificio di culto risalente al XII secolo, presenta numerose opere al proprio interno, tra cui spicca un affresco risalente al XV secolo, ritrovato dopo recenti lavori di restauro, e risalente alla prima chiesa posta in quel luogo. Questi raffigurano le sante Marta e Lucia realizzati da Maffiolo da Cazzano o della sua bottega.

### Chiesa dell'Ascensione
La chiesa dell'Ascensione, posta nell'omonima frazione. Risalente al XV secolo, periodo di cui conserva interessanti affreschi, è stata per molti anni l'unica parrocchiale della zona, e la nuova parrocchiale chiesa di poco dislocata e edificata nel XIX secolo.

### Chiesa di Sant'Erasmo
La chiesa di Sant'Erasmo, posta nella frazione Trafficanti, ha un'importante storia dovuta all'essere anticamente posta a fianco dell'antica via Mercatorum.

### Santuario Madonna della Neve
Il santuario della Madonna della Neve, posto fuori dal centro abitato. In prossimità si trova anche la casa natale del venerabile fra Cecilio Maria Cortinovis.

### Chiesa di Santa Lucia
La chiesa dedicata a santa Lucia è posta nella frazione Ambriola ed è documentata fin dal 1666.

### Itinerari naturali
Molti sentieri si snodano sulle pendici delle propaggini circostanti: tra i principali vi sono quelli che salgono ai monti Suchello e Alben.

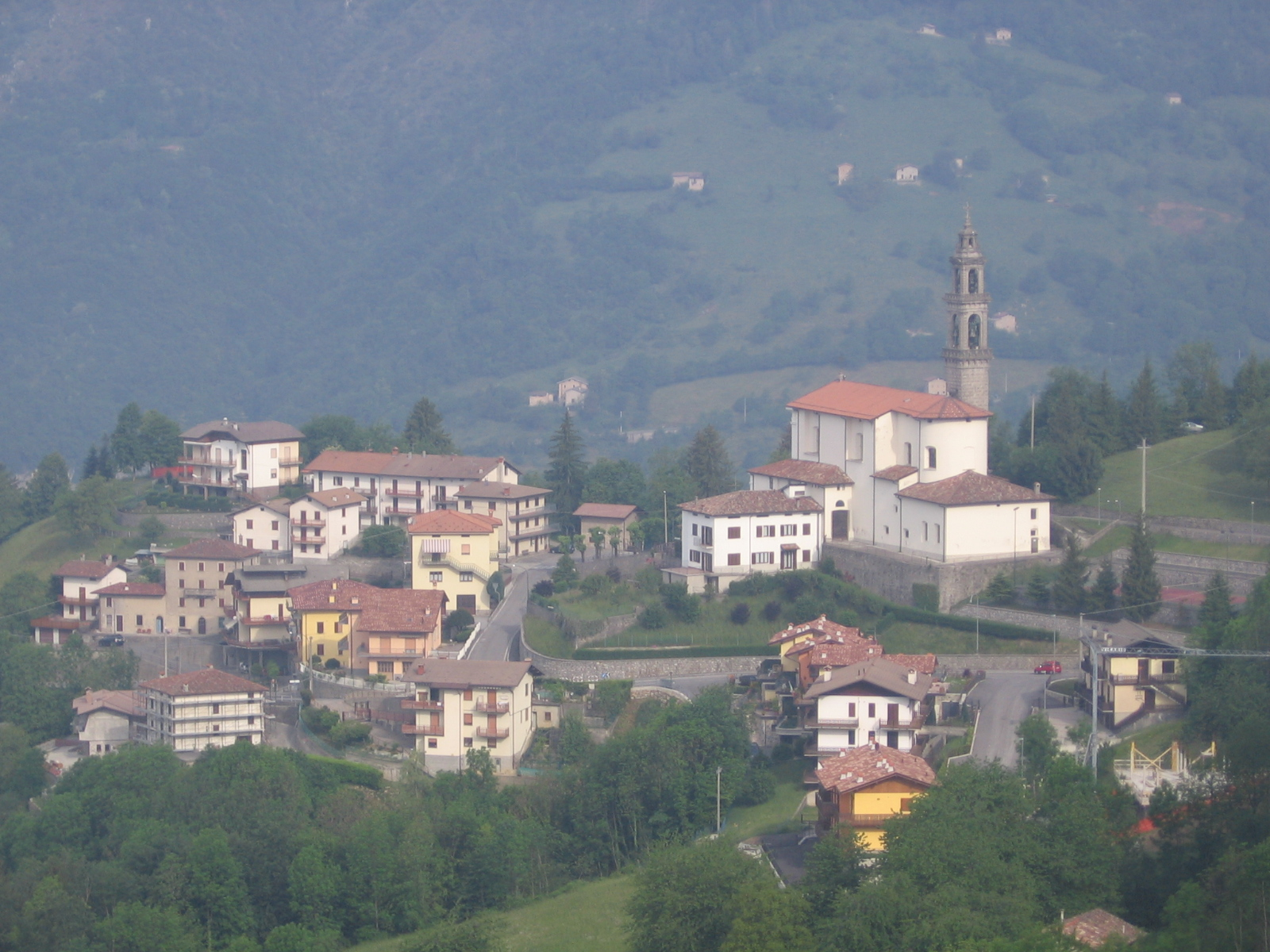
Costa Serina
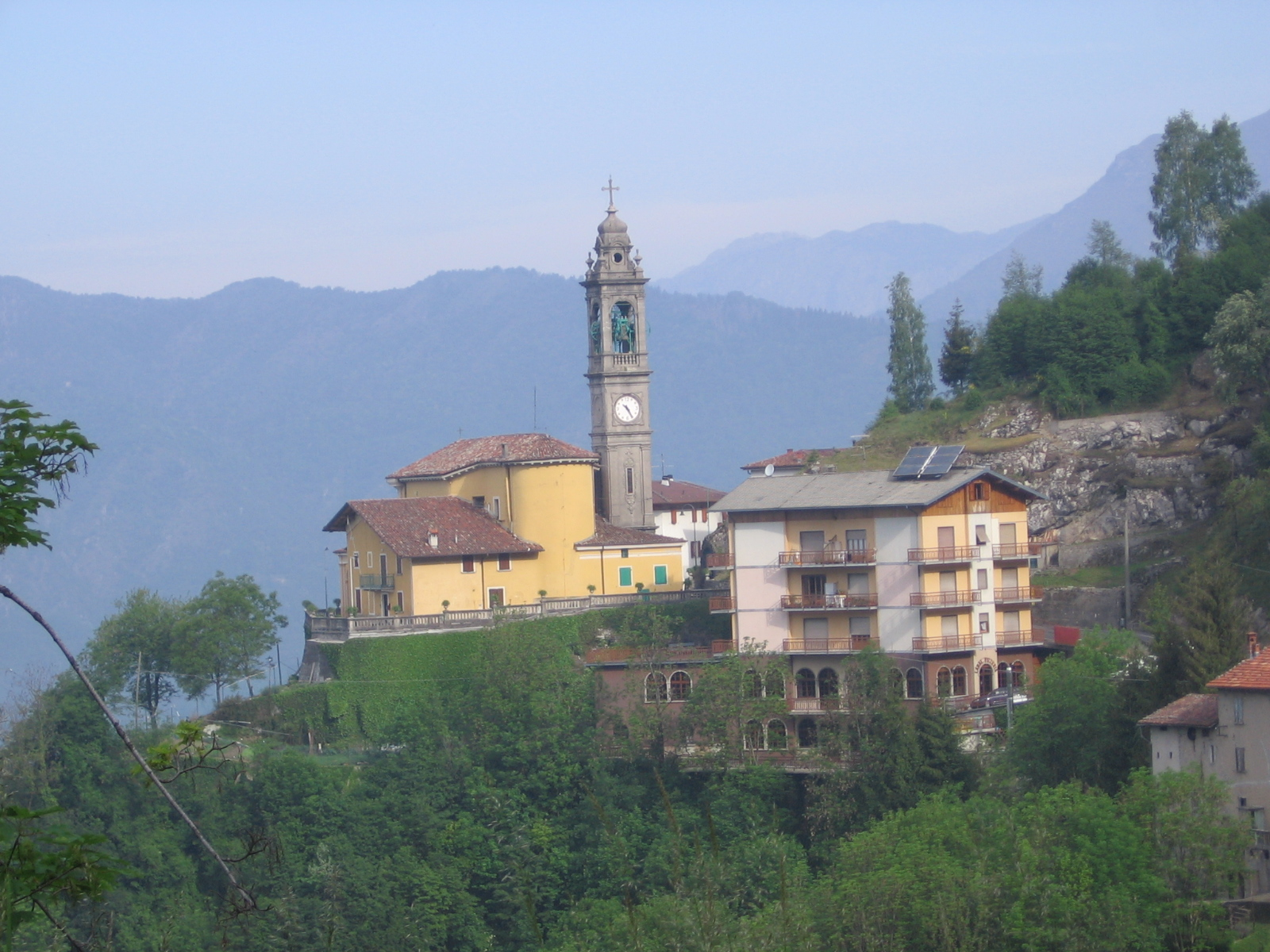
fraz. Trafficanti
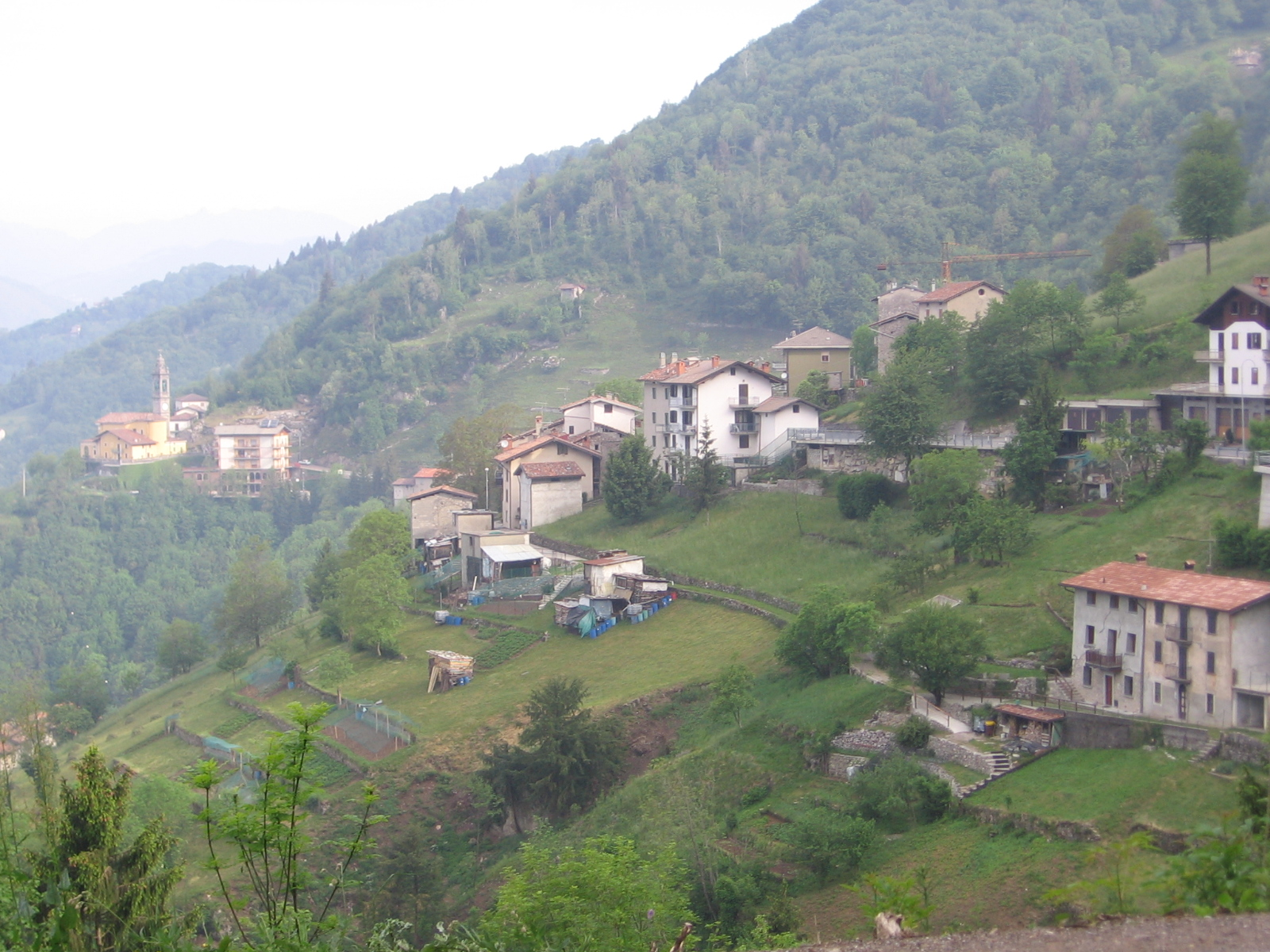
fraz. Trafficanti
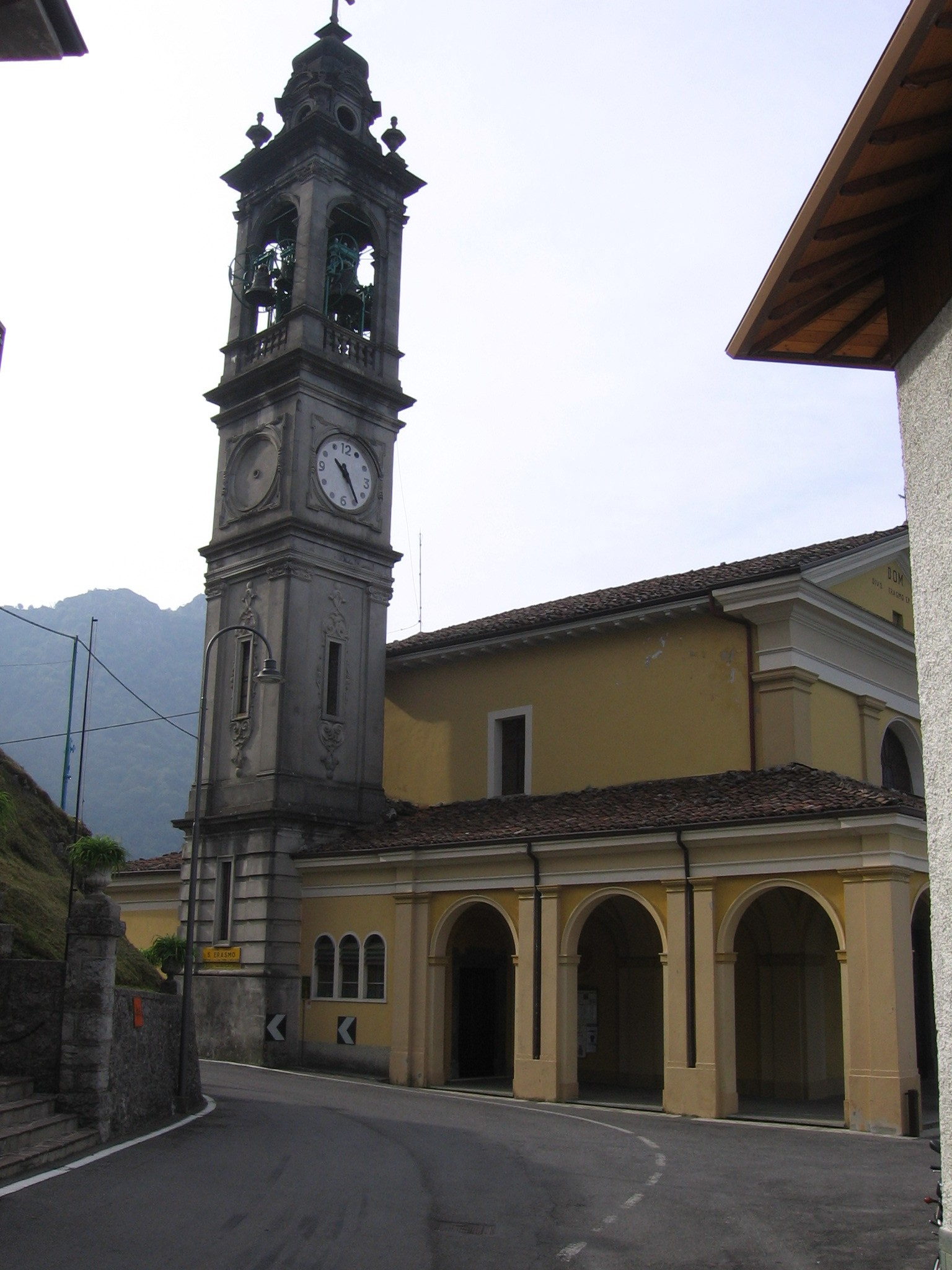
chiesa di S.Erasmo (fraz. Trafficanti)
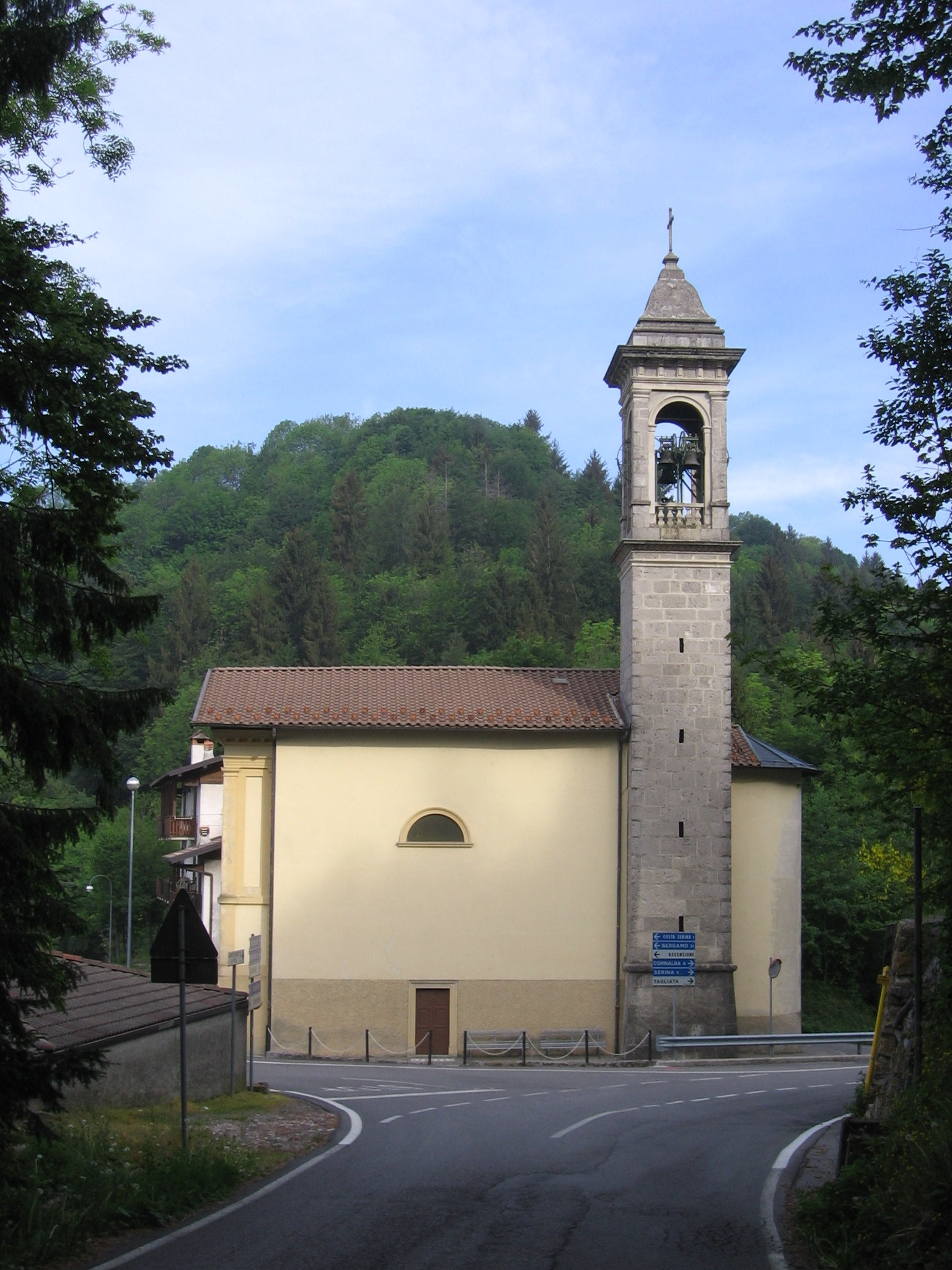
santuario Madonna della neve
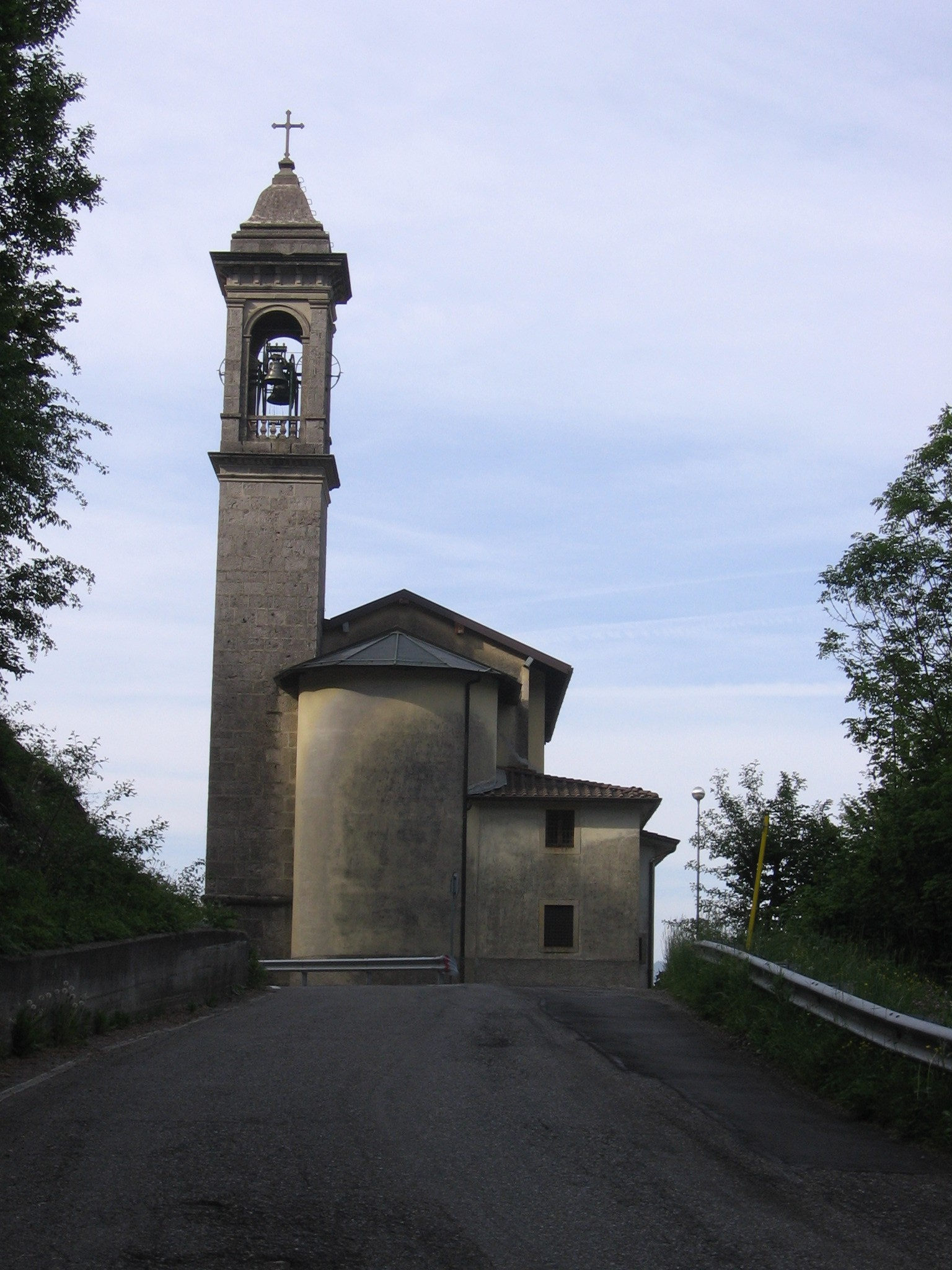
santuario Madonna della neve

## Amministrazione
| Periodo          | Primo cittadino    | Partito      | Carica                  |
| ---------------- | ------------------ | ------------ | ----------------------- |
| 1961 - 1962      | Luigi Cortinovis   | -            | Commissario prefettizio |
| 1962 - 1970      | Pietro Cortinovis  |              | Sindaco                 |
| 1970 - 1971      | Pierino Persico    |              | Sindaco                 |
| 1971 - 1975      | Vittorino Rossato  |              | Sindaco                 |
| 1975 - 1985      | Luciano Gherardi   |              | Sindaco                 |
| 1985 - 1989      | Lorenzo Dolci      |              | Sindaco                 |
| 1989 - 1995      | Livio Cortinovis   |              | Sindaco                 |
| 1995 - 2004      | Fausto Dolci       | Lista civica | Sindaco                 |
| 2004 - 2008      | Michele Cortinovis | Lista civica | Sindaco                 |
| 2008 - 2009      | Andrea Iannotta    | -            | Commissario prefettizio |
| 2009 - 2014      | Paolo Cortinovis   | Lista civica | Sindaco                 |
| 2014 - in carica | Fausto Dolci       | Lista civica | Sindaco                 |

## Società

### Evoluzione demografica
Abitanti censiti